# Wegwielrennen op de Paralympische Zomerspelen 2020 - Wegwedstrijd mannen H4
De wegwedstrijd mannen H4 Bij het wegwielrennen tijdens de XVIe Paralympische Zomerspelen, vond plaats op de Fuji Speedway een racecircuit in de Japanse prefectuur Shizuoka.

## Uitslag
| #      | renner              | renner | tijd    | tijd   |
| ------ | ------------------- | ------ | ------- | ------ |
| Goud   | Jetze Plat          | NED    | 2:15:13 |        |
| Zilver | Thomas Frühwirth    | AUT    | 2:20:56 | +5:43  |
| Brons  | Alexander Gritsch   | AUT    | 2:22:38 | +7:25  |
| 4      | Jonas Van de Steene | BEL    | 2:23:54 | +8:41  |
| 5      | David Thomas        | USA    | 2:31:47 | +16:34 |
| 6      | Grant Allen         | AUS    | 2:33:31 | +18:18 |
| 7      | Fabian Recher       | SUI    | 2:33:31 | +18:18 |
| 8      | Krystian Giera      | POL    | 2:34:30 | +19:17 |
| 9      | Kim Christiansen    | DEN    |         | Lap    |
| 10     | Yoon Yeo-keun       | KOR    |         | Lap    |
|        | Rafał Wilk          | POL    | DNF     | DNF    |
|        | Bernd Jeffré        | GER    | DNF     | DNF    |